# Lee Woo-Seok
Lee Woo-Seok (en coreano: 이우석; 7 de agosto de 1997) es un deportista surcoreano que compite en tiro con arco, en la modalidad de arco recurvo.
Participó en los Juegos Olímpicos de París 2024, obteniendo dos medallas, oro en la prueba por equipo y bronce en individual. Ganó tres medallas en el Campeonato Mundial de Tiro con Arco al Aire Libre, en los años 2019 y 2023.

## Palmarés internacional
| Juegos Olímpicos                 | Juegos Olímpicos                | Juegos Olímpicos  | Juegos Olímpicos |
| Año                              | Lugar                           | Medalla           | Prueba           |
| -------------------------------- | ------------------------------- | ----------------- | ---------------- |
| 2024                             | París (Francia)                 | Medalla de oro    | Equipo           |
| 2024                             | París (Francia)                 | Medalla de bronce | Individual       |
| Campeonato Mundial al Aire Libre |                                 |                   |                  |
| Año                              | Lugar                           | Medalla           | Prueba           |
| 2019                             | 's-Hertogenbosch (Países Bajos) | Medalla de oro    | Equipo mixto     |
| 2019                             | 's-Hertogenbosch (Países Bajos) | Medalla de bronce | Equipo           |
| 2023                             | Berlín (Alemania)               | Medalla de oro    | Equipo           |